# 不當黨產處理委員會
不當黨產處理委員會，簡稱黨產會，是蔡英文政府上台後所主政的中華民國政府依《政黨及其附隨組織不當取得財產處理條例》於2016年8月31日成立的行政院任務編組機關，職掌事項是臺灣白色恐怖時期黨國體制下的政黨及附屬組織之財產調查、返還、追徵、權利回復，為蔡英文政府為促進威權統治時期之轉型正義所設置。凡是於1987年7月15日（臺灣省戒嚴令解除日）以前所成立、並且依照《動員戡亂時期人民團體法》之規定備案的10個政黨（中國國民黨、中國青年黨、中國民主社會黨、中國新社會黨、中國中和黨、民主進步黨、青年中國黨、中國民主青年黨、民主行動黨、中國中青黨）以及這些政黨的附隨組織，其受託管理人都必須向該委員會申報政黨財產。

## 歷史
2016年7月25日，立法院三讀通過《政黨及其附隨組織不當取得財產處理條例》。2016年8月9日，行政院指派時任民進黨籍不分區立委顧立雄為不當黨產處理委員會主任委員。副主委預計由法務部廉政署副署長洪培根檢察官擔任。後來，顧立雄證實將借調蒙藏委員會研考參事張弘澤擔任不當黨產委員會的主任秘書，並延攬先前遭到開除黨籍的前國民黨文化傳播委員會副主任委員兼發言人楊偉中擔任該會委員。2016年8月31日，不當黨產處理委員會正式掛牌成立，編制員額共26人。
2016年陸續遭到抗議人士攻擊，遭自稱退伍軍人的安姓男子砸破黨產會辦公室自動門。藍營支持者、退役將領組成的「藍天行動聯盟」赴黨產會抗議追討國民黨黨產。現場民眾群情激憤，痛批罵主委黑箱獨裁。國民黨文傳會主委周志偉稱許藍天行動聯盟是「正義之聲」，還強調有越來越多堅信公平正義的人主動站出來。黨產會大廳遭民眾潑灑穢物，批評該會「豺狼當道」。

### 中國青年救國團
2016年10月6日，金門縣首度有民眾舉發祖先墓地被國民黨強占，解嚴後又迅速在黨政配合下，將土地移轉給中國青年救國團設置金門青年活動中心，以規避興訟索地。
2022年7月，黨產會認定，國民黨附隨組織「中國青年救國團」名下財產中，61筆土地、建物及13億9,449萬餘元為不當取得財產，依法收歸國有，並向救國團追徵2億4,057萬餘元。

### 其他附隨組織認定
2019年3月，黨產會認定中華民國婦女聯合會為附隨組織，並要求不當取得財產並命移轉為國有。2020年，黨產會認定中華救助總會是為中國國民黨之附隨組織，並於2021年命其移轉部分財產為國有。

### 中國廣播公司和中影公司
2019年9月，行政院黨產會認定中廣公司是國民黨附隨組織，其名下不當取得的13筆土地及地上建物應移轉為國有，已移轉他人包括仁愛路豪宅帝寶在內的土地，追徵價額共新台幣77.3億元。2024年8月27日，台北高等行政法院裁判中廣公司早就脫離國民黨持有及控制，判決撤銷黨產會處分。前中廣董事長趙少康表示，感謝法官還原真相，洗刷中廣附隨組織的污名。
2021年8月，中影公司與黨產會簽署行政和解契約，中影承諾向銀行貸款9億5千萬元付給國家，並將中影330部國片版權歸給中華民國。

### 投資公司
2022年8月18日，一審台北高等行政法院判決國民黨敗訴，應將持有的中央投資公司、欣裕台全部股權移歸國有。2024年1月25日，國民黨擁有中央投資公司及欣裕台公司股權應移轉國有，二審最高行政法院駁回國民黨上訴，全案定讞，國民黨需將股權（156億元資產）移歸國有。

### 黨部和其他不動產
2023年6月6日，黨產會認定國民黨台中市黨部所在的土地及建物為政黨不當取得財產，應收歸臺中市政府所有。國民黨不服處分提出上訴。2025年6月，台北高等行政法院判決國民黨敗訴。
2024年8月26日，台北高等行政法院判定國民黨舊中央黨部案中，黨產會未查明其他事項，未釐清相關事項，故而將一審判決結果廢棄發回。
2025年4月23日，台北高等行政法院以黨產會原處分不符合相關規定，判決撤銷黨產會追徵國民黨在中興山莊32億的處分。
2024年8月15日，台北高等行政法院判定“大孝大樓”並非以不相當之交易對價，宣判撤銷黨產會處分，判國民黨勝訴。隨後，黨產會決定上訴至最高行政法院。2025年1月16日，中華民國最高行政法院以“大孝大樓”并非國民黨「無償」或「交易時顯不相當之對價」取得，駁回黨產會在該案上訴，全案確定。

## 人員構成
不當黨產處理委員會由委員11人至13人所組成，委員任期四年，皆由行政院院長派之、又或聘之，並指定其中一名委員為主任委員，另一名委員為副主任委員。法律規定，在委員會當中同一黨籍者，不得超過委員總額三分之一，且單一性別之人數亦不得少於三分之一。該會置主任秘書一人。

### 現任委員名單
不當黨產處理委員會第一屆任期至8月30日屆滿，現任委員為第二屆委員，任期4年，自2020年9月1日起開始。
| 林峯正 |  |              | 國家安全會議諮詢委員 律師 曾任台灣人權促進會財務長（1995－2000） 台灣人權促進會執行委員（1995－2003） 台北建成扶輪社理事（1999－2000） 台灣人權促進會會長（2000－2003） 國家人權委員會民間推動聯盟召集人（2000－2003） 民間司法改革基金會執行長 台灣人權促進會會、 廣播電視事業發展基金常務監事 中央廣播電臺董事長。 | 主任委員 第一屆委員續任         |
| 林聰賢 |  |              | 台灣高等法院台中分院及新竹地方法院擔任公設辯護人 | 副主任委員 新任                 |
| 許有為 |  |              | 公平交易委員會委託法國公平交易法規翻譯小組召集人 巴黎第一大學研究教學助理 | 專任委員兼發言人 第一屆委員續任 |
| 孫斌   |  |              | 文匯法律事務所合夥律師 民間司法改革基金會常務執行委員 台北律師公會監事 西藏台灣人權連線理事 國際特赦組織台灣分會理事 | 兼任委員 第一屆委員續任         |
| 吳雨學 |  | 台灣團結聯盟 | 晉詣法律事務所主持律師 | 兼任委員 第一屆委員續任         |
| 李福鐘 |  |              | 國立政治大學臺灣史研究所教授 | 兼任委員 第一屆委員續任         |
| 張世興 |  |              | 安達法律事務所所長 | 兼任委員 第一屆委員續任         |
| 饒月琴 |  |              | 上合聯合會計師事務所會計師 | 兼任委員 第一屆委員續任         |
| 鄭雅方 |  |              | 大成台灣律師事務所律師 | 兼任委員 第一屆委員續任         |
| 林詩梅 |  |              | 澄理法律事務所主持律師 | 兼任委員 第一屆委員續任         |
| 賴瑩真 |  |              | 浩恆國際法律事務所主持律師 國家文化藝術基金會監事 台北市婦女新知協會常務監事 台北市政府教師申訴評議委員會委員 | 兼任委員 新任                   |

### 歷任首長
| 屆次       | 任次     | 姓名     | 任期                         | 肖像     | 政黨            | 經歷 | 備註                                                                                             |
| 主任委員   | 主任委員 | 主任委員 | 主任委員                     | 主任委員 | 主任委員        | 主任委員 | 主任委員                                                                                         |
| ---------- | -------- | -------- | ---------------------------- | -------- | --------------- | --- | ------------------------------------------------------------------------------------------------ |
| 1          | 1        | 顧立雄   | 2016年8月31日－2017年9月8日  |          | 民主進步黨      | 中華民國第9屆立法委員                                                                                                |                                                                                                  |
| 1          | 2        | 林峯正   | 2017年9月8日－現任           |          | 時代力量→無黨籍 | 國家安全會議諮詢委員                                                                                                 | 2019年10月12日於立法院質詢時受立法委員質疑帶有黨籍違反行政中立，林峯正於質詢時承諾退出時代力量。 |
| 2          | 2        | 林峯正   | 2017年9月8日－現任           | 無黨籍   |                 | 國家安全會議諮詢委員                                                                                                 |                                                                                                  |
| 副主任委員 |          |          |                              |          |                 | |                                                                                                  |
| 1          | 1        | 施錦芳   | 2016年8月31日－2020年7月31日 |          | 民主進步黨      | 屏東縣政府地政局局長 屏東縣政府主任秘書 墾丁國家公園管理處處長 屏東縣政府參議 屏東縣政府財稅局局長                   | 副主任委員兼發言人，後轉任監察院監察委員。                                                       |
| 2          | 2        | 孫斌     | 2020年8月18日－2022年1月8日  |          | 無黨籍          | 文匯法律事務所合夥律師 民間司法改革基金會常務執行委員 台北律師公會監事 西藏台灣人權連線理事 國際特赦組織台灣分會理事 | 副主任委員兼發言人。                                                                             |
| 2          | 3        | 林聰賢   | 2022年1月9日－現任           |          | 無黨籍          | 台灣高等法院台中分院及新竹地方法院擔任公設辯護人                                                                     | 副主任委員。                                                                                     |

## 出版品
- 鄧慧恩; 陳秀玲; 白春燕; 蔡佩家; 陳宇威. . 前衛. 2022. ISBN 9786267076729.
- 林必修; 林育正; 張瑋珊; 藍逸丞. . 裏路文化. 2024. ISBN 9786269863136.
- 王惟聖; 蘇尹崧. . 裏路文化. 2024. ISBN 9786269863150.

## 外部鏈結
- 不當黨產處理委員會 （页面存档备份，存于）（繁體中文）